# 布鲁克伍德 (阿拉巴马州)
布鲁克伍德（英文：Brookwood），是美国阿拉巴马州下属的一座城市。面积约为8.36平方英里（约合21.66平方公里）。根据2010年美国人口普查，该市有人口1,828人，人口密度为218.58/平方英里（约合84.4/平方公里）。